# Fibra artificial
Se llama fibra artificial o fibra semi-sintética a la fibra textil manufacturada a partir de materia prima natural, como la celulosa o proteína animal o vegetal. Las  artificiales surgen como respuesta a la necesidad de obtener filamentos largos y resistentes para tejer materiales textiles de calidad. Se distinguen de las fibras sintéticas en que en estas la materia prima es producto de síntesis química. Algunos autores utilizan «fibras químicas» para referirse a las fibras artificiales y a las sintéticas en conjunto, en contraposición a fibras naturales.
Las primeras fibras artificiales trataban de imitar al gusano de seda que fabrica un filamento continuo, finísimo, elástico y resistente. El ingeniero francés Hilaire de Chardonnet fue el primero en obtener lo que llamó «seda artificial» o «seda Chardonnet» en 1884, y la presentó en la Exposición Universal de París de 1889.
Las fibras artificiales se clasifican en tres grupos de acuerdo con la materia prima de la que se obtienen: celulósicas, proteínicas y algínicas. El grupo de fibras celulósicas es el más importante de los tres.

## Fibras artificiales celulósicas
Estas fibras reciben el nombre genérico de rayón, pues «seda artificial» ha caído en desuso. También se conocen como «fibra de celulosa regenerada» o «fibra regenerada».
Son derivados industriales de la celulosa, nitrato de celulosa o acetato de celulosa que mediante un proceso químico se convierten en nuevas fibras. Las fibras de rayón se elaboran con la celulosa extraída de la pulpa. En primer lugar, se disuelve la celulosa en diversos productos químicos. El líquido resultante se bombea a través de conductos o agujeros, llamados «hileras», y se sumerge en otra disolución química, donde se solidifica en finas hebras. Varias de estas hebras se tuercen (hilan) juntas para producir la hilaza de rayón, con la cual se tejen las telas y prendas de ropa.
El método de producción más empleado es el de la «viscosa» o «viscosilla», en el que la celulosa se transforma en xantato de celulosa soluble que pasa, por extrusión, a través de hileras y precipita nuevamente a celulosa.
Las fibras celulósicas se cortan y se hilan como las fibras naturales. El tejido resultante resulta agradable. Las características más importantes son:
1. Son bastante resistentes en seco pero mucho menos si están mojadas.
2. Tiene una absorbencia excelente.
3. Se pueden teñir con facilidad.
4. Se pueden mezclar con otras fibras, tanto en el hilado como en el tejido.

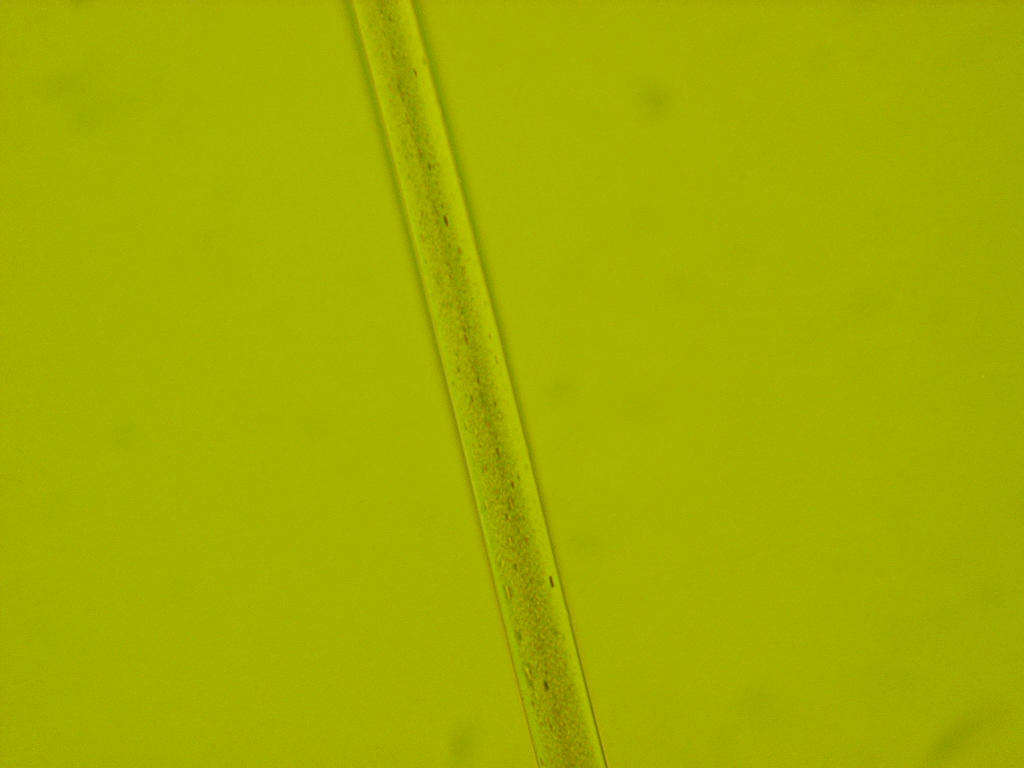
Fibra de rayón amplificada 40X.

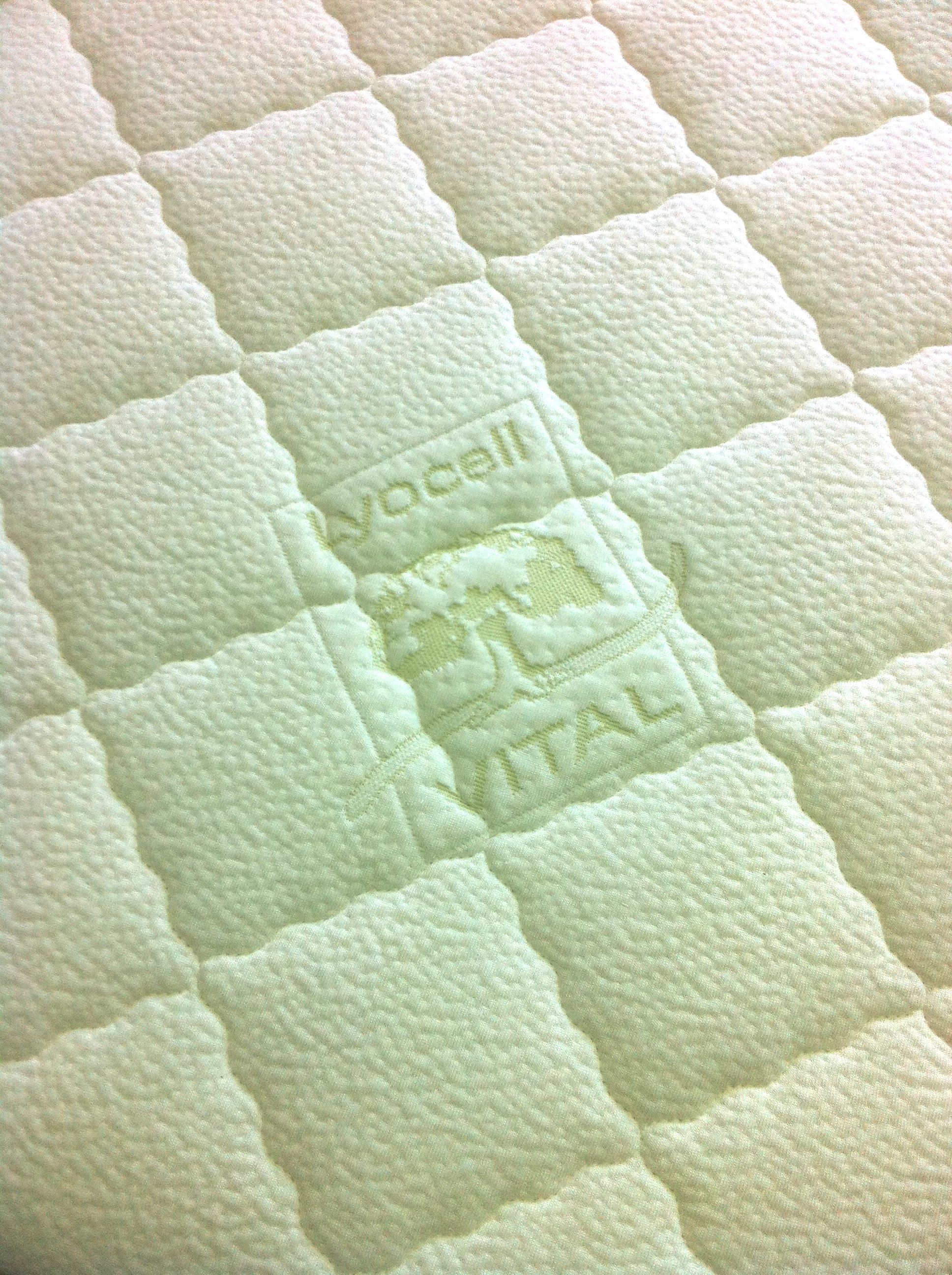
Textil de Lyocell.

Son fibras artificiales celulósicas:
- Rayón nitrocelulosa: es la original «seda Chardonnet» que ya no se fabrica por los riesgos que implica el uso de nitrocelulosa.
- Rayón cuproamonio o cuproamoniacal, también conocido como «cupro»: sus filamentos son más finos que la seda natural; la fabricación está restringida en algunos países por los riesgos medioambientales.
- Rayón  viscosa o «viscosa»: es el más utilizado en el ámbito textil. La fibra corta de rayón de viscosa tiene tacto suave, tiñe bien, es muy absorbente y no acumula electricidad estática. Cuando este rayón es de bambú no es lavable.
- Rayón acetato y rayón triacetato, también llamados «acetatos»: no son fibra de celulosa pura sino de acetato de celulosa, un compuesto de la misma; se fabrican a base de desperdicios de algodón transformados en acetato de celulosa por tratamiento con anhídrido y ácido acético. En el rayón triacetato la proporción de grupos acetilados es mayor del 92%. De este rayón se puede obtener el muaré.
- Modal o rayón HWM (por las iniciales de High Wet Modulus) o «fibra polinósica»:[6] es uno de los rayones más modernos, desarrollado en Japón en 1951. La fibra modal tiene mayor resistencia y más elasticidad debido a que la masa hilable se trata con derivados del óxido de etileno, poliglicoles y aminas.
- Lyocell, también conocido por su marca comercial «Tencel»:[7] es el más reciente de los rayones; el proceso de fabricación es respetuoso con el medio ambiente. Los tejidos fabricados con lyocell son resistentes, tienen tacto suave y se drapean tan fácilmente como la seda.

## Fibras artificiales proteínicas o proteicas
El nombre genérico de las fibras regeneradas de proteína es «azlon», independientemente de su origen (animal o vegetal); este vocablo es raramente usado en la bibliografía en español. Provienen de hilar masas de proteínas que se han diluido con diversos agentes químicos. Su uso es escaso aunque se esperaba que pudieran sustituir a la lana.
- De proteína animal: se fabrican a partir de la caseína de la leche disuelta en sosa cáustica. Las dos marcas existentes son: «Lanital» inventada en Italia en 1935 —en Estados Unidos se llamó «Aralac»—,[9] y «Fibrolana», que se han utilizado mezcladas con lana.

En 1970 apareció la «Fibra K-6» o «Chinon», producto japonés que imita a la seda; se trata de un copolímero de caseína (25%-60%) injertado químicamente con 40%-75% de acrilonitrilo —el monómero de la fibra acrílica—. La fabricación industrial de fibra Chinon no parece rentable.
- De proteína vegetal: las proteínas vegetales también se disuelven en sosa cáustica. Las fibras tienen su origen en la proteína de distintos vegetales:[12] «Ardil» la empezó a fabricar una compañía escocesa en 1938 a partir del cacahuete o maní;[13] «Vicara» es una fibra de maíz o choclo; en Estados Unidos se fabrican fibras de proteína de soya.

## Fibras artificiales algínicas

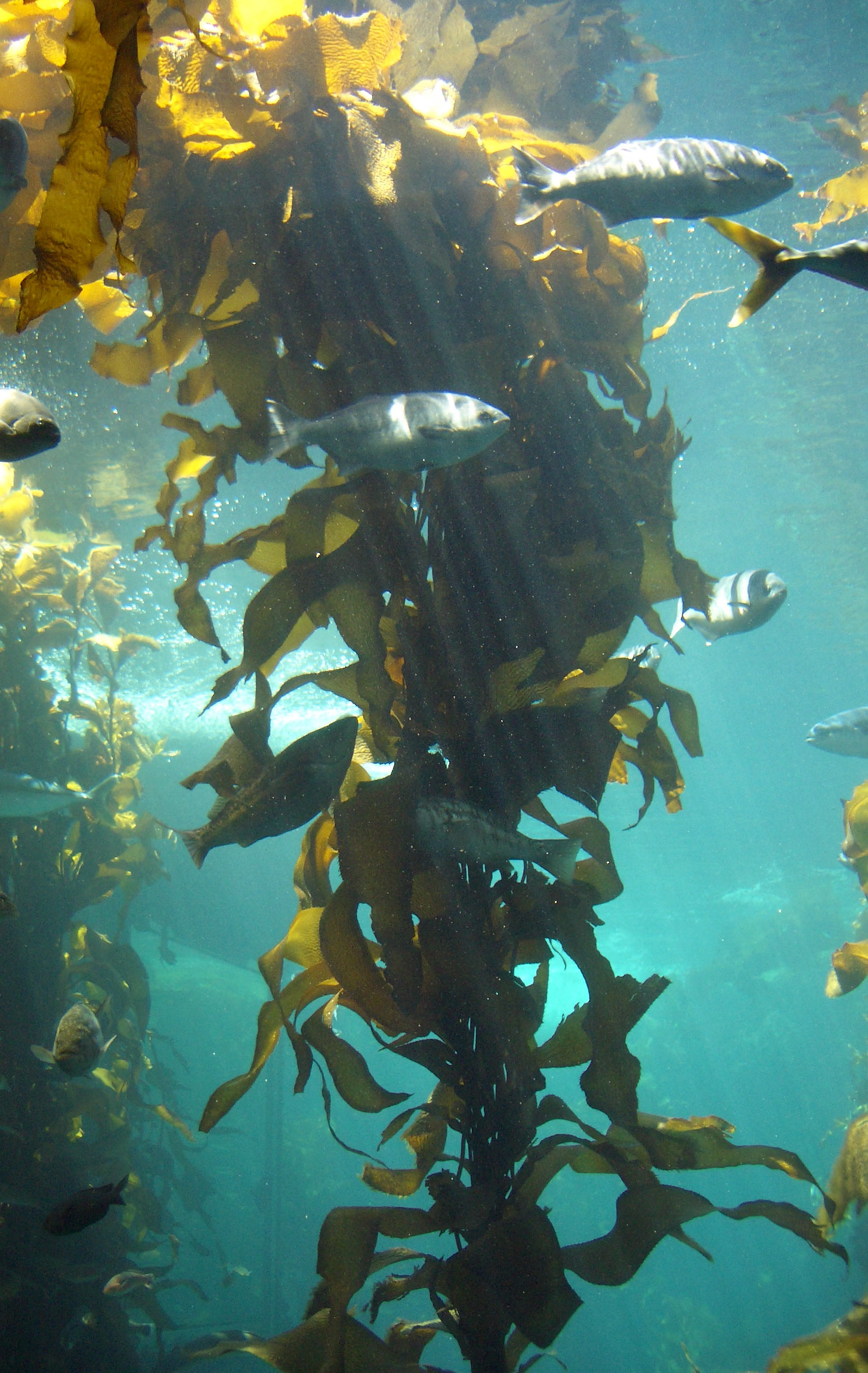
Las algas pardas son fuente natural de alginatos.

Se llaman «rayón alginato». La obtención de la fibra se basa en un alginato, el alginato de sodio, que es soluble en agua. Los textiles de rayón alginato no pueden lavarse a mano sino que deben utilizar un proceso de limpieza en seco.
En la industria textil se utilizan como trama para fabricar tejidos de fantasía: se tejen con otro material, como la lana, y se lavan, al disolverse el rayón alginato quedan tejidos con «calados».
Por ser un hilo extremadamente fino como la seda también se utiliza en cirugía para dar puntos de sutura que se disuelven.